# Irving Klaw
Irving Klaw (ur. 9 listopada 1910 w Nowym Jorku, zm. 3 września 1966 tamże) – amerykański fotograf i reżyser filmów erotycznych. Jako jeden z pierwszych podjął w swojej twórczości tematykę fetyszyzmu i BDSM.

## Życiorys
Po nieudanej próbie zostania kuśnierzem, założył w 1938 roku małą księgarnię. Po jakimś czasie podjął decyzję o rozszerzeniu sprzedaży. Oprócz książek, sprzedawał także fotografie. Równocześnie przemianował nazwę sklepu na "Movie Star News". Wobec ogromnego zainteresowania erotycznymi zdjęciami, Klaw zaczął sam je tworzyć, zatrudniając modelki i modeli. W późniejszym okresie zdjęcia rozprowadzał także pocztą. Wśród licznych modelek, pracujących dla niego najbardziej znaną była Bettie Page, gwiazda sesji o tematyce bondage. Równocześnie Klaw publikował też erotyczne komiksy, które tworzyli zatrudnieni przez niego rysownicy, tacy jak Eric Stanton, Gene Bilbrew, Adolfo Ruiz i inni.
Rozprowadzane przez niego zdjęcia i rysunki w tamtych czasach uchodziły za pornograficzne. Powodowało to, ze Klaw miał często problemy z prawem. 
Od 1950 roku, Klaw zaczął kręcić filmy erotyczne. Najbardziej popularne to Varietease (1954) oraz Teaserama (1955). Wraz ze zdjęciami i komiksami firma Klawa przynosiła ogromne zyski.
W 1955 roku, po samobójstwie chłopca, który rzekomo, pozbawił się życia zainspirowany zdjęciami-fetysz, Irving został wezwany do składania zeznań w podkomisji Senatu w sprawie dotyczącej pornografii. Senacka komisja, na czele z Estesem Kefauverem, starała się udowodnić wpływ pornografii na samobójstwa i przestępczość. Irving stał się też ofiarą nagonki ze strony prasy.
Zdecydował się wówczas zakończyć działalność firmy i zniszczyć negatywy oraz filmy, które posiadał w domu. Do naszych czasów zachowały się tylko te, które jego siostra zdołała przed nim ukryć. W 1964 roku został wezwany przed sąd federalny celem złożenia odpowiedzi na oskarżenia o spisek w celu wysyłania nieprzyzwoitych materiałów za pośrednictwem poczty. Zmarł 3 września 1966 roku na zapalenie wyrostka robaczkowego.